# Минерал (Калифорнија)
Минерал (енгл. Mineral) насељено је место без административног статуса у америчкој савезној држави Калифорнија.

## Демографија
По попису из 2010. године број становника је 123, што је 20 (-14,0%) становника мање него 2000. године.
| Група             | 2000.       | 2010.       |
| Белци             | 128 (89,5%) | 112 (91,1%) |
| Афроамериканци    | 1 (0,7%)    | 0 (0,0%)    |
| Азијати           | 0 (0,0%)    | 1 (0,8%)    |
| Хиспаноамериканци | 11 (7,7%)   | 4 (3,3%)    |
| Укупно            | 143         | 123         |